# Golden Globe 2022
La cerimonia di premiazione della 79ª edizione dei Golden Globe ha avuto luogo il 9 gennaio 2022.
Le candidature sono state annunciate il 13 dicembre 2021 da Snoop Dogg e dalla presidente della HFPA Helen Hoehne.
Per la prima volta dall'edizione del 2008, la cerimonia, anche a causa delle restrizioni dovute al persistere della pandemia di COVID-19, si è tenuta a porte chiuse soltanto con una conferenza stampa che ha annunciato i vincitori, senza l'intervento delle star né il ritiro dei premi.

## Premi per il cinema
Vengono di seguito indicati in grassetto i vincitori. Ove ricorrente e disponibile, viene indicato il titolo in lingua italiana e quello in lingua originale tra parentesi.

### Miglior film drammatico
- Il potere del cane (The Power of the Dog), regia di Jane Campion
- Belfast, regia di Kenneth Branagh
- CODA - I segni del cuore (CODA), regia di Sian Heder
- Dune, regia di Denis Villeneuve
- Una famiglia vincente - King Richard (King Richard), regia di Reinaldo Marcus Green

### Miglior film commedia o musicale
- West Side Story, regia di Steven Spielberg
- Cyrano, regia di Joe Wright
- Don't Look Up, regia di Adam McKay
- Licorice Pizza, regia di Paul Thomas Anderson
- Tick, Tick... Boom!, regia di Lin-Manuel Miranda

### Miglior regista
- Jane Campion - Il potere del cane (The Power of the Dog)
- Kenneth Branagh - Belfast
- Maggie Gyllenhaal - La figlia oscura (The Lost Daughter)
- Steven Spielberg - West Side Story
- Denis Villeneuve - Dune

### Migliore attore in un film drammatico
- Will Smith - Una famiglia vincente - King Richard (King Richard)
- Mahershala Ali - Il canto del cigno
- Javier Bardem - A proposito dei Ricardo (Being the Ricardos)
- Benedict Cumberbatch - Il potere del cane (The Power of the Dog)
- Denzel Washington - Macbeth (The Tragedy of Macbeth)

### Migliore attrice in un film drammatico
- Nicole Kidman - A proposito dei Ricardo (Being the Ricardos)
- Jessica Chastain - Gli occhi di Tammy Faye (The Eyes of Tammy Faye)
- Olivia Colman - La figlia oscura (The Lost Daughter)
- Lady Gaga - House of Gucci
- Kristen Stewart - Spencer

### Migliore attore in un film commedia o musicale
- Andrew Garfield - Tick, Tick... Boom!
- Leonardo DiCaprio - Don't Look Up
- Peter Dinklage - Cyrano
- Cooper Hoffman - Licorice Pizza
- Anthony Ramos - Sognando a New York - In the Heights (In the Heights)

### Migliore attrice in un film commedia o musicale
- Rachel Zegler - West Side Story
- Marion Cotillard - Annette
- Alana Haim - Licorice Pizza
- Jennifer Lawrence - Don't Look Up
- Emma Stone - Crudelia (Cruella)

### Migliore attore non protagonista
- Kodi Smit-McPhee - Il potere del cane (The Power of the Dog)
- Ben Affleck - Il bar delle grandi speranze (The Tender Bar)
- Jamie Dornan - Belfast
- Ciarán Hinds - Belfast
- Troy Kotsur - CODA - I segni del cuore (CODA)

### Migliore attrice non protagonista
- Ariana DeBose - West Side Story
- Caitríona Balfe - Belfast
- Kirsten Dunst - Il potere del cane (The Power of the Dog)
- Aunjanue Ellis - Una famiglia vincente - King Richard (King Richard)
- Ruth Negga - Due donne - Passing (Passing)

### Miglior film in lingua straniera
- Drive My Car (Doraibu mai kā), regia di Ryūsuke Hamaguchi (Giappone)
- Scompartimento n. 6 - In viaggio con il destino (Hytti nro 6), regia di Juho Kuosmanen (Finlandia)
- È stata la mano di Dio, regia di Paolo Sorrentino (Italia)
- Un eroe (Qahremān), regia di Asghar Farhadi (Iran)
- Madres paralelas, regia di Pedro Almodóvar (Spagna)

### Miglior film d'animazione
- Encanto, regia di Jared Bush e Byron Howard
- Flee (Flugt), regia di Jonas Poher Rasmussen
- Luca, regia di Enrico Casarosa
- My Sunny Maad, regia di Michaela Pavlátová
- Raya e l'ultimo drago (Raya and the Last Dragon), regia di Don Hall e Carlos López Estrada

### Migliore sceneggiatura
- Kenneth Branagh - Belfast
- Paul Thomas Anderson - Licorice Pizza
- Jane Campion - Il potere del cane (The Power of the Dog)
- Adam McKay - Don't Look Up
- Aaron Sorkin - A proposito dei Ricardo (Being the Ricardos)

### Migliore colonna sonora originale
- Hans Zimmer - Dune
- Alexandre Desplat - The French Dispatch of the Liberty, Kansas Evening Sun
- Germaine Franco - Encanto
- Jonny Greenwood - Il potere del cane (The Power of the Dog)
- Alberto Iglesias - Madres paralelas

### Migliore canzone originale
- No Time to Die (Billie Eilish, Finneas O'Connell) - No Time to Die
- Be Alive (Dixson, Beyoncé) - Una famiglia vincente - King Richard (King Richard)
- Dos Oruguitas (Lin-Manuel Miranda) - Encanto
- Down to Joy (Van Morrison) - Belfast
- Here I Am (Singing My Way Home) (Carole King, Jennifer Hudson e Jamie Hartman) - Respect

## Premi per la televisione
Vengono di seguito indicati in grassetto i vincitori. Ove ricorrente e disponibile, viene indicato il titolo in lingua italiana e quello in lingua originale tra parentesi.

### Miglior serie drammatica
- Succession
- Lupin
- The Morning Show
- Pose
- Squid Game

### Migliore attore in una serie drammatica
- Jeremy Strong - Succession
- Brian Cox - Succession
- Lee Jung-jae - Squid Game
- Billy Porter - Pose
- Omar Sy - Lupin

### Miglior attrice in una serie drammatica
- MJ Rodriguez - Pose
- Uzo Aduba - In Treatment
- Jennifer Aniston - The Morning Show
- Christine Baranski - The Good Fight
- Elisabeth Moss - The Handmaid's Tale

### Miglior serie commedia o musicale
- Hacks
- The Great
- Only Murders in the Building
- Reservation Dogs
- Ted Lasso

### Migliore attore in una serie commedia o musicale
- Jason Sudeikis - Ted Lasso
- Anthony Anderson - Black-ish
- Nicholas Hoult - The Great
- Steve Martin - Only Murders in the Building
- Martin Short - Only Murders in the Building

### Migliore attrice in una serie commedia o musicale
- Jean Smart - Hacks
- Hannah Einbinder - Hacks
- Elle Fanning - The Great
- Issa Rae - Insecure
- Tracee Ellis Ross - Black-ish
- Asmaa Abulyazeid – Miss Farah (الآنسة فرح)

### Miglior miniserie o film televisivo
- La ferrovia sotterranea (The Underground Railroad)
- Dopesick - Dichiarazione di dipendenza (Dopesick)
- Impeachment: American Crime Story
- Maid
- Omicidio a Easttown (Mare of Easttown)

### Migliore attore in una miniserie o film televisivo
- Michael Keaton - Dopesick - Dichiarazione di dipendenza (Dopesick)
- Paul Bettany - WandaVision
- Oscar Isaac - Scene da un matrimonio (Scenes from a Marriage)
- Ewan McGregor - Halston
- Tahar Rahim - The Serpent

### Migliore attrice in una miniserie o film televisivo
- Kate Winslet - Omicidio a Easttown (Mare of Easttown)
- Jessica Chastain - Scene da un matrimonio (Scenes from a Marriage)
- Cynthia Erivo - Genius
- Elizabeth Olsen - WandaVision
- Margaret Qualley - Maid

### Migliore attore non protagonista in una serie, miniserie o film televisivo
- Oh Yeong-su - Squid Game
- Billy Crudup - The Morning Show
- Kieran Culkin - Succession
- Mark Duplass - The Morning Show
- Brett Goldstein - Ted Lasso

### Migliore attrice non protagonista in una serie, miniserie o film televisivo
- Sarah Snook - Succession
- Jennifer Coolidge - The White Lotus
- Kaitlyn Dever - Dopesick - Dichiarazione di dipendenza (Dopesick)
- Andie MacDowell - Maid
- Hannah Waddingham - Ted Lasso